# JAMAS

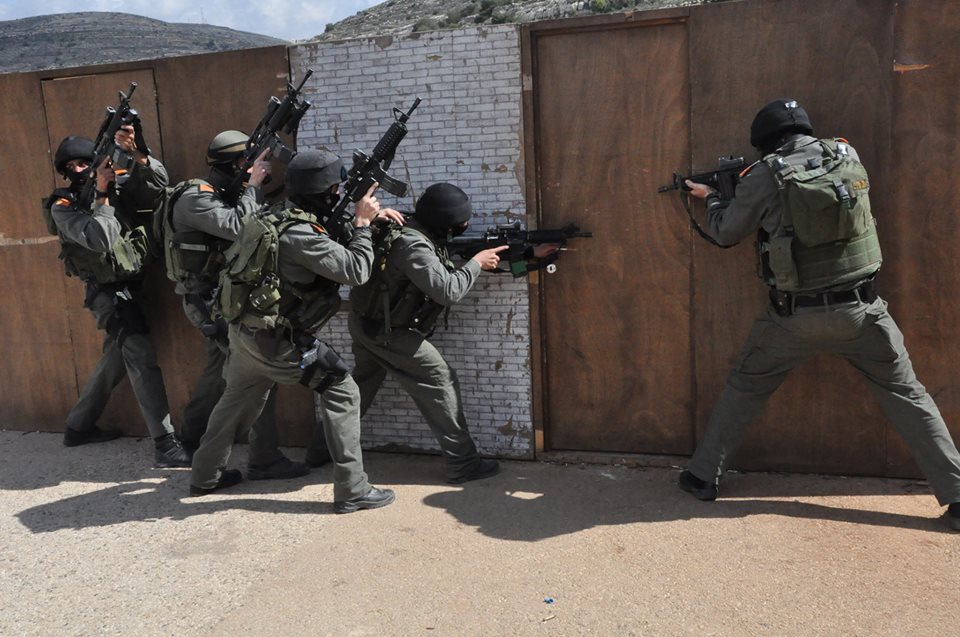
JAMAS-Ausbildung (2015)

JAMAS (hebräisch יְחִידַת מִסְתַּעַרְבִים Jəchīdat Mistaʿar(ə)vīm, deutsch ‚Einheit sich Arabisierender‘, Akronym יָמָ״ס JaMaS) ist eine Spezialeinheit sich arabisch gebender verdeckt operierender Mistaʿarevim der israelischen Grenzpolizei MaGaV.
Aufgaben umfassen direkte Aktionen gegen Terroristen sowie das Auflösen von gewaltsamen Demonstrationen.
Die meisten Mitglieder der JAMAS haben keine ethnisch jüdischen Wurzeln, sondern stammen von arabischen Minderheiten in Israel ab, vor allem Drusen. Deren Muttersprache ist Arabisch und sie verfügen über Kenntnisse der arabischen Kultur und des Islams. Wegen der besonderen Gefahren bei der Durchführung verdeckter Operationen in potenziell feindlicher Umgebung erfolgt die Rekrutierung der JAMAS-Mitglieder sehr selektiv, dabei stellt das jahrelange Training eine große körperliche und geistige Herausforderung dar. Fast alle JAMAS-Mitglieder sind männlich und typischerweise unverheiratet.
JAMAS-Mitarbeiter greifen bei Massenkontroll- und Aufstandssituationen ein, um Anführer und bewaffnete Terroristen auszuschalten. Nach einer Festnahme legen die JAMAS-Aktivisten ihre Zugehörigkeit offen, typischerweise durch Anlegen einer Skimaske und einer Polizeimütze, damit andere Magav-Kräfte sie von den Gegnern unterscheiden können.